# 周惠侬
周惠侬（1930年2月—），女，中国滇剧表演艺术家，云南省滇剧院演员，云南省第五批省级非物质文化遗产项目代表性传承人，第三、四、五、六届全国政协委员。